# International Superstar Soccer Pro
International Superstar Soccer Pro (conosciuto in Giappone come Wining Eleven '97 e negli Stati Uniti come Goal Storm '97) è un videogioco di calcio sviluppato e pubblicato da Konami nell'anno 1997 solo per PlayStation, spin-off della serie International Superstar Soccer e iniziatore della serie divenuta poi nota come Pro Evolution Soccer.

## Modalità di gioco
- Partita d'esibizione
- Campionato Internazionale: 16 squadre in un girone unico. Durata partite 10 minuti
- Coppa Internazionale: 32 squadre divise in 8 gironi (A-H); le prime due passano alla fase a eliminazione diretta. Durata partite 10 minuti
- Sfida ai Rigori

## Squadre
Il videogioco contiene in tutto 32 squadre, tutte nazionali.
- Inghilterra
- Germania
- Francia
- Austria
- Belgio
- Spagna
- Russia
- Bulgaria
- Danimarca
- Svizzera
- Italia
- Scozia
- Galles
- Svezia
- Irlanda
- Paesi Bassi
- Marocco
- Portogallo
- Norvegia
- Rep. Ceca
- Turchia
- Croazia
- Brasile
- Uruguay
- Messico
- Argentina
- Colombia
- Stati Uniti
- Giappone
- Corea del Sud
- Nigeria
- Camerun

## Impostazioni pre partita
- Tempo: Giorno-Notte
- Meteo: Soleggiato-Nuvoloso-Piovoso
- Minuti Partita: 5-10-15
- Difficoltà: Facile-Media-Difficile
- Stadium: A-B-C-D

## Accoglienza
- Ufficiale PlayStation Magazine: "ISS Pro si guadagna la prima posizione nella classifica dei giochi di calcio. Splendidi i contrasti, meravigliosa la grafica, che divise. Continueremo a giocarci a lungo." 9/10
- Next Station: 90%